# 寺庄镇 (望都县)
寺庄镇，原为寺庄乡，是中华人民共和国河北省保定市望都县下辖的一个乡镇级行政单位。2018年12月撤乡设镇。区划代码改为130631104。

## 行政区划
寺庄镇下辖以下地区：
寺庄村、三堤村、南下叔村、大辛庄村、前庄子村、后庄子村、孙庄村、郭东村、郭中村、郭西村、招庄村、庄里村、白岳村、西后营村、大苏疃村、小苏疃村、麻辛庄村和常早村。